# MDNA (album)
MDNA – dwunasty album studyjny amerykańskiej piosenkarki Madonny, wydany 23 marca 2012 roku przez wytwórnię Interscope Records podległą Universal Music Group. Jest pierwszym z trzech, które ukażą się w ramach kontraktu z firmą Interscope oraz pierwszym niepowiązanym z wytwórnią Warner Bros. Records, dla której Madonna nagrywała od początku kariery do 2009. Album ukazał się w dwóch wersjach: standardowej i specjalnej, różniącymi się okładkami i zawartością. W pierwszej znalazło się dwanaście utworów, a do drugiej dołączono dodatkową płytę z czterema kolejnymi i jednym remiksem. Obie ukazały się także w wersjach ocenzurowanych, w których nie znalazły się dwie piosenki.
Prace nad MDNA rozpoczęły się w 2011, zaraz po zakończeniu zdjęć do wyreżyserowanego przez Madonnę filmu W.E. Artystka powróciła po kilkunastu latach do współpracy z Williamem Orbitem, który był głównym producentem jej bestsellerowego albumu Ray of Light (1998) i kilku późniejszych nagrań. Orbit brał udział w pracach nad sześcioma utworami z MDNA, podobnie jak francuski muzyk Martin Solveig, z którym Madonna współpracowała po raz pierwszy w karierze. Wśród producentów i twórców znaleźli się także między innymi Benny Benassi i duet The Demolition Crew, ponadto gościnnie z kilku piosenkach zaśpiewały Nicki Minaj i M.I.A. W powstałych utworach połączone zostały elementy wielu gatunków z zakresu muzyki popowej, tanecznej i elektronicznej, z kolei w tekstach poruszono tematy takie jak miłość, zabawa, sława czy zakończone w 2008 małżeństwo z Guyem Ritchie.
MDNA zdobył głównie pozytywne recenzje krytyków i odniósł sukces komercyjny. Dotarł do pierwszych miejsc list sprzedaży w ponad 20 krajach, wśród których znalazły się Stany Zjednoczone, Wielka Brytania, Australia i Polska. W pozostałych uplasował się w pierwszych piątkach. W kilkunastu pokrył się złotem lub platyną. Album promowany był przez trzy single, „Give Me All Your Luvin’”, „Girl Gone Wild” oraz „Turn Up the Radio”. Kilka tygodni przed premierą płyty Madonna wystąpiła w przerwie meczu Super Bowl XLVI, który obejrzała rekordowa w historii Ameryki liczba 114 milionów telewidzów. Ponadto, album był promowany trasą koncertową MDNA Tour, która swoim zasięgiem objęła Bliski Wschód, Europę i obie Ameryki.

## Geneza
Świetnie jest znowu tworzyć muzykę. Lubię tę intymność, która jest obecna w studiu nagraniowym, gdy piszę muzykę. Pracując nad muzyką, używam zupełnie innej części mózgu, niż tworząc film. Nad filmem pracuje miliard ludzi, więc nie mam szansy zaśpiewać, wrzasnąć, zatańczyć. [W studiu nagraniowym] jest zupełnie inaczej. Kocham tworzyć i to, i to, jednak świetnie jest poczuć tę prostotę w pisaniu muzyki po trzech latach tworzenia scenariuszy, reżyserowania, edytowania i dyskutowania na temat filmu, usiąść, zagrać na gitarze i zaśpiewać piosenkę. Prawie się popłakałam.

W kwietniu 2008 roku wydano jedenasty album studyjny Madonny, Hard Candy, we wrześniu 2009 kompilację jej największych przebojów, Celebration, a na przełomie marca i kwietnia 2010 – album koncertowy Sticky & Sweet Tour. Wydawnictwa te zwieńczyły kontrakt gwiazdy z wytwórnią Warner Bros. Records, która zajmowała się publikacją jej muzyki od początku kariery piosenkarki (czyli od 1982). W 2007 roku artystka podpisała kontrakt z korporacją Live Nation, która zobowiązała się tym samym do dziesięcioletniej dystrybucji wszelakich produktów z nią powiązanych. Przed premierą MDNA Madonna zawarła ponadto umowę z podległą Universal Music Group wytwórnią Interscope Records (dla której nagrywają między innymi Lady Gaga, U2, Marilyn Manson, 50 Cent i M.I.A.), zobowiązującą firmę do wydania trzech kolejnych albumów gwiazdy.
W grudniu 2010 roku oficjalny profil Madonny w serwisie Facebook opublikował jej wypowiedź: „To oficjalne! Muszę się ruszać. Muszę się spocić. Muszę nagrać nową muzykę! Muzykę, do której mogę tańczyć. Szukam najbardziej szalonych, chorych, popieprzonych ludzi, z którymi mogę współpracować. Tak tylko ogłaszam...”. Przy MDNA artystka powróciła do współpracy z Williamem Orbitem. Anglik był w większości odpowiedzialny za bestsellerowy i nagrodzony kilkoma Grammy (w tym dla najlepszego albumu popowego) Ray of Light (1998) i kilka późniejszych nagrań Madonny. Ostatni raz współpracowali oni ze sobą kilkanaście lat przed ponownym wejściem do studia w 2011. Na MDNA znalazło się sześć utworów, nad którymi pracował. Znalazł się wśród nich „Masterpiece”, który Madonna napisała wraz z Julie Frost i Jimmym Harry na potrzeby wyreżyserowanego przez nią filmu W.E. Piosenka znalazła się na ścieżce dźwiękowej, którą wydano 31 stycznia 2012. Wcześniej Madonna odebrała za nią Złotego Globa dla najlepszej piosenki.
Także sześć piosenek artystka nagrała z francuskim muzykiem Martinem Solveigem. Początkowo planowano, by stworzył on tylko jedną. Ostatecznie na standardowej wersji albumu znalazły się trzy, a na specjalnej – kolejne trzy. W 2011 Madonna nawiązała współpracę z Bennym Benassi, włoskim DJ-em, którego remiks do singla „Celebration” (2009) został użyty w teledysku, jak również jego kuzynem, Allesandro. Gdy Benny przygotowywał się do wydania własnego albumu Electroman, Patrick Moxey z wytwórni Ultra Records, dla której Benassi nagrywa, wysłał kilka piosenek Jensonowi Vaughanowi, autorowi muzycznemu z Vancouver. Następnie wysłano je Madonnie. Na MDNA znalazły się ostatecznie trzy piosenki nagrane we współpracy z kuzynami Benassi (w tym jedna na edycji specjalnej). Dwa utwory Madonna wyprodukowała wraz z zespołem The Demolition Crew, a przy jednym grupa udzieliła się jako producent dodatkowy. Artystka pracowała także z innymi producentami i autorami piosenek, jak również dwoma wokalistkami/raperkami: Nicki Minaj i M.I.A. Wspólnie pojawiły się one w rolach gości wokalnych i współautorek w „Give Me All Your Luvin’”, a osobno w „I Don’t Give A” (Minaj) i „B-Day Song” (M.I.A.). Madonna nazwała je artystkami, które mają silne poczucie siebie. Wypowiedziała się: „Jestem fanką ich osiągnięć muzycznych, ponadto podziwiam ich niezależność, dusze, bezczelność, unikatowość, oryginalne wokale i to, że nie są konwencjonalnymi gwiazdami pop. Naprawdę je uwielbiam”.

## Tytuł i oprawa graficzna
11 stycznia 2012 Madonna ogłosiła w programie Grahama Nortona i na swojej stronie internetowej tytuł albumu. Martin Solveig powiedział, że został on zasugerowany przez M.I.A.: „Mieliśmy sporo zabawy z inicjałami. M.I.A. powiedziała [Madonnie]: «Powinnaś nazwać swój album ‘MDNA’, bo ten skrót twojego imienia brzmiałby ciekawie». Zdaliśmy sobie sprawę, że istnieje wiele możliwości interpretowania tych liter – przede wszystkim jako DNA Madonny”. W wywiadzie dla Jaya Leno artystka wyjaśniła, że tytuł albumu można rozumieć trojako: jako jej imię, „DNA Madonny” i nawiązanie do MDMA (ecstazy) – narkotyku dostarczającego „euforyczne odczucie miłości”. Ostatnia z interpretacji okazała się kontrowersyjna. Lucy Dawe, rzeczniczka prasowa organizacji antynarkotykowej Cannabis Snunk Sense, nazwała decyzję o zatytułowaniu albumu w ten sposób chorą.
Na początku grudnia 2011 odbyła się sesja zdjęciowa do albumu. Jej reżyserią zajął się Giovanni Bianco, natomiast zdjęcia wykonał duet Mert and Marcus. 31 stycznia 2012 opublikowano okładkę edycji specjalnej. Przedstawia ona Madonnę w falowanych, zaczesanych do tyłu włosach, naszyjniku i jasnoróżowej bluzce, wymalowaną tuszem do rzęs i jasnoczerwoną szminką; zdjęcie wypełnione jest kolorami i sprawia wrażenie złamanego lustra. Vena Jocelyn z MTV zwróciła uwagę na taneczno-funky klimat oraz uwydatnioną na okładce „miłość Madonny do wszystkiego, co kolorowe i powiązane z disco, piosenkarka szczerze wyraża siebie na tej pełnej gracji, zrekonstruowanej fotografii”. Zdjęcie zostało porównane przez krytyków ze stylistyką lat 80., jak również z okładką albumu Madonny True Blue (1986). 6 lutego opublikowano okładkę edycji standardowej. Madonna, ubrana w szkarłatną sukienkę i rękawiczki bez palców, pojawia się tu niemal całym ciałem. Także na tej okładce obecne jest wrażenie rozbitego lustra.

## Wydanie i promocja
3 lutego 2012 sklep cyfrowy iTunes Store umożliwił zamówienie edycji specjalnej MDNA, a później także tej standardowej. Pierwsza z nich tylko do 6 lutego dostępna była w cenie $9.99. 19 marca album wyciekł do internetu. W piątek, 23 marca, trafił do sprzedaży (zarówno cyfrowej, jak i fizycznej) w niektórych krajach, takich jak Australia, Niemcy, Irlandia czy Austria. W większości państw premiera odbyła się w poniedziałek, 26 marca, kiedy to album pojawił się chociażby w Stanach Zjednoczonych, Kanadzie, Wielkiej Brytanii czy Polsce. W kwietniu zostanie z kolei wydany na gramofonie. MDNA wydano w dwóch wersjach: standardowej i specjalnej, różniących się okładkami i zawartością. Na pierwszej znalazło się dwanaście utworów, a na drugiej te same i pięć dodatkowych (na wydaniu fizycznym zamieszczone na drugiej płycie). Zarówno wersja standardowa, jak i specjalna zostały wydane także w wersjach ocenzurowanych, na których nie znalazły się utwory „Gang Bang” i „I Fucked Up”. W niektórych państwach czy sklepach do specjalnej edycji MDNA dołączono dodatkowe remiksy.

### Promocja
W styczniu i lutym 2012 Madonna udzieliła kilku wywiadów promujących MDNA, film W.E. i występ na Super Bowl. Pojawiła się w talk-shows Grahama Nortona, Jaya Leno i Andersona Coopera, a także w programie ABC Nightline. Wywiadu udzieliła także Ryanowi Seacrestowi, prezenterowi radia KIIS-FM oraz brytyjskiej gazecie „The Sun”. Promocję MDNA skupiła przede wszystkim na Internecie i mediach społecznościowych. Na profilu artystki w serwisie Facebook pojawiły się zdjęcia z prób do trasy Madonna World Tour i pytania do fanów dotyczące koncertów. Przed premierą albumu na jej kanale w YouTube opublikowano fragmenty dziewięciu utworów z MDNA i pełną wersję „I Fucked Up”, jak również materiał ze studia nagraniowego zarejestrowany podczas prac nad „B-Day Song” w towarzystwie M.I.A. i Martina Solveiga. 24 marca wywiad z Madonną przeprowadzony przez Jimmy’ego Fallona był emitowany na żywo w formie live chat na Facebooku artystki. Tego samego dnia pojawiła się ona bez zapowiedzi w Miami podczas Ultra Music Festival, festiwalu muzyki elektronicznej. Piosenkarka zapowiedziała występ DJ-a Avicii oraz towarzyszyła mu na scenie, gdy ten zagrał remiks „Girl Gone Wild”. W trakcie swojej przemowy zawołała do publiczności: „Ilu z was widziało dziś Molly?”, odwołując się do narkotyku MDMA nazywanego slangowo Molly. Wypowiedź została skrytykowana przez DJ-a deadmau5, co miało wpływ na wybuch medialnego skandalu. Paul van Dyk nazwał ją największą porażką w karierze piosenkarki. 26 marca Madonna odpowiedziała fanom na ich pytania za pośrednictwem serwisu Twitter, na którym specjalnie na tę okazję założyła konto. Wśród osób, do których się zwróciła, znaleźli się deadmau5, Ellen DeGeneres i Justin Bieber. 28 marca na YouTube opublikowano wideo nagrane na planie teledysku „Give Me All Your Luvin’”, kiedy to Madonna, M.I.A i pozostali aktorzy zaśpiewali Nicki Minaj „Happy Birthday to You” z okazji jej urodzin. 4 kwietnia Madonna ponownie odbyła czat z fanami na Twitterze.

### Single
„Give Me All Your Luvin’”, w którym gościnnie pojawiły się Nicki Minaj i M.I.A., został wydany na pierwszym singlu promującym MDNA. Na początku listopada 2011 do internetu wyciekła wersja demo utworu, który został później wydany 3 lutego 2012. Premierze towarzyszyła kampania promocyjna, odbyta we współpracy ze światowym liderem reklamy, Clear Channel Communications. Równocześnie piosenkę wyemitowało ponad sto stacji radiowych w Stanach, a także kanały brytyjskie, australijskie i nowozelandzkie, singel trafił do sprzedaży cyfrowej, a teledysk opublikowano na YouTube i wyświetlono na 1600 elektronicznych billboardach. Przez pierwszy weekend te same radiostacje emitowały piosenkę dokładnie co godzinę. Zarówno singel, jak i wideoklip inspirowany cheerleadingiem i futbolem amerykańskim spotkały się z mieszanymi recenzjami. Utwór zdobył popularność w wielu krajach europejskich, USA i Kanadzie, jednak poniósł porażkę w Wielkiej Brytanii i Australii. Poprzez dotarcie do dziesiątej pozycji listy „Billboardu” Hot 100 wzmocnił należący do Madonny rekord wykonawcy z największą liczbą utworów w pierwszej dziesiątce najważniejszego notowania w Stanach.
„Girl Gone Wild” został wydany na drugim singlu promującym MDNA. Piosenka zadebiutowała końcem lutego na VEVO i YouTube. 2 marca rozpoczęła się jej sprzedaż cyfrowa w Stanach, Kanadzie i Meksyku, a 19 marca – w pozostałych państwach, z wyjątkiem Wielkiej Brytanii i Irlandii. Utwór został różnie odebrany przez krytyków. Kilka dni przed wydaniem albumu odbyła się premiera teledysku do singla, w którym pojawiły się liczne nawiązania do wideoklipów Madonny sprzed około dwudziestu lat: motywy seksu, homoseksualizmu, S&M i tańca vogue. Teledysk spotkał się z pozytywnymi recenzjami, a jego kontrowersyjne sceny doprowadziły do blokady w serwisie YouTube i udostępnienia go tylko użytkownikom pełnoletnim.
„Turn Up the Radio” został wydany na trzecim singlu promującym MDNA. Do utworu został nakręcony we Florencji teledysk, za reżyserię którego odpowiada Tom Munro.

### Występ na Super Bowl
5 lutego 2012 Madonna wystąpiła na stadionie Lucas Oil w Indianapolis (stan Indiana) w przerwie meczu Super Bowl XLVI, znanej jako halftime show. Super Bowl jest meczem finałowym rozgrywek Stanów Zjednoczonych w futbolu amerykańskim (liga NFL). Tradycją jest kilkunastominutowy koncert dawany w przerwie meczu, a występ jakiegokolwiek artysty na nim traktowany jest jako zaszczyt. Wykonawcy nie pobierają za niego opłat.

#### Geneza
Pierwsze plotki o występie Madonny na Super Bowl pojawiły się w październiku 2011. Później na oficjalnej stronie internetowej Nicki Minaj potwierdzono, że wraz z królową popu i M.I.A. wykona ona singel „Give Me All Your Luvin’”. Na początku grudnia NFL ogłosiło, że Madonna wystąpi w przerwie meczu sponsorowanego przez Bridgestone. Reżyserią jej show zajął się Jamie King, który wyreżyserował koncerty z tras Drowned World (2001), Re-Invention (2004), Confessions (2006) i Sticky & Sweet (2008-09), jak również teledysk do „Sorry” (2006). Nad oprawą wizualną Madonna pracowała z zespołem Cirque du Soleil. W styczniu 2012 w internecie pojawiły się pogłoski o tym, że artytsce mieliby na scenie towarzyszyć Cee Lo Green i duet LMFAO, jednak wiadomość nie została potwierdzona aż do chwili występu. will.i.am, właściciel wytwórni płytowej, dla której nagrywają LMFAO, wspomniał o ich uczestnictwie w koncercie.

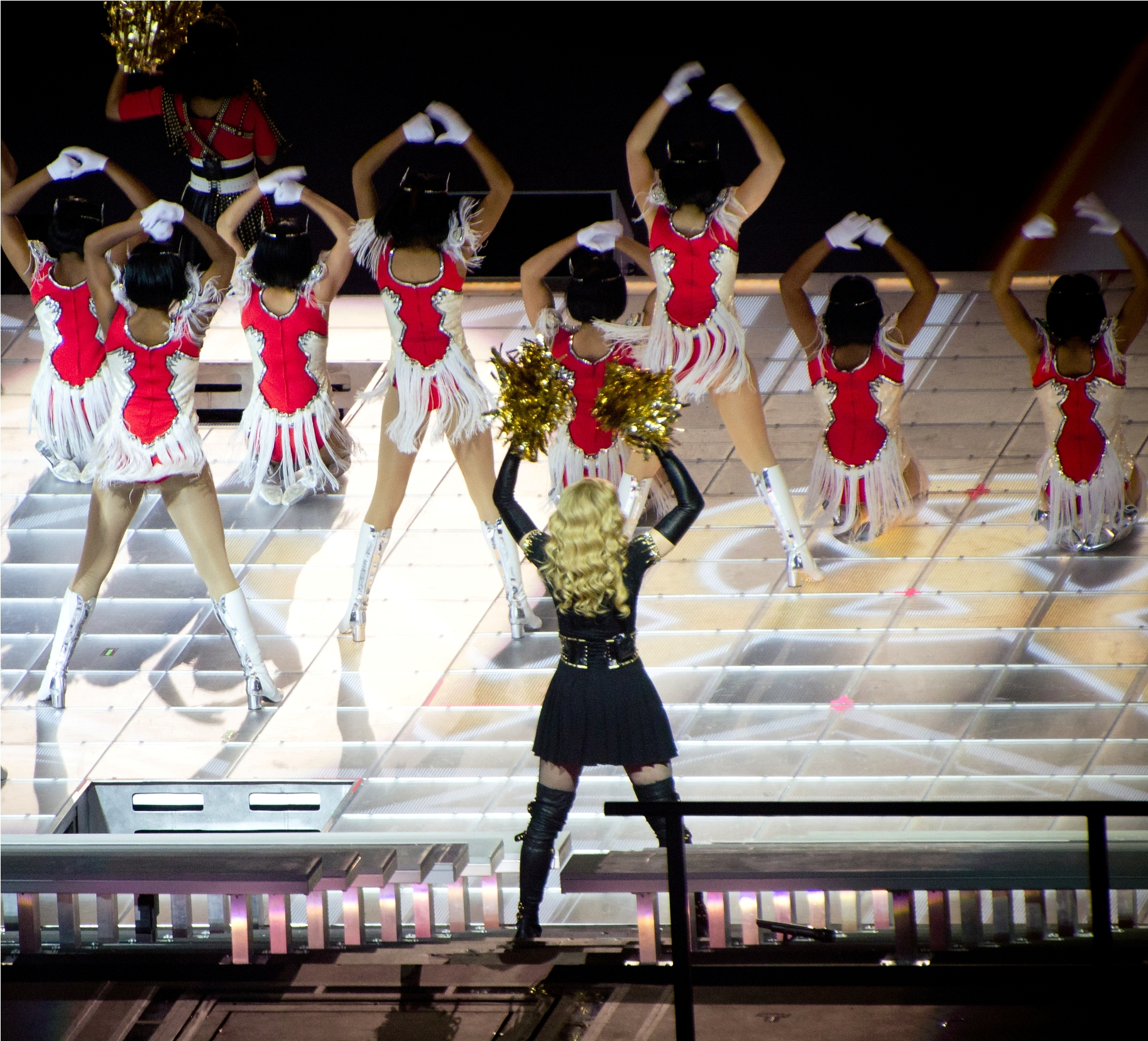
Madonna i cheerleaderki podczas występu z „Give Me All Your Luvin’” w trakcie Super Bowl.

Kostiumy Madonny, inspirowane starożytnym Egiptem i Rzymem, zaprojektował Riccardo Tisci z domu mody Givenchy. Na samym początku koncertu zaprezentowała się ona się w złotej, ręcznie wyszywanej pelerynie z elementami metalowymi i kryształami, której przygotowanie zajęło 750 godzin, a także wysadzanym kryształami hełmie. Przez większość występu ubrana była w czarna-złotą sukienkę mini i ręcznie zdobiony pas. W trakcie pierwszej wykonanej piosenki miała na sobie także krótką pelerynę z lamparcimi wzorami. Podczas ostatniego utworu ubrana była w cekinowy, czarny płaszcz. Przez cały występ miała na sobie także wysokie do ud, czarne buty i długie rękawiczki bez palców.
Powierzchnia sceny została zapełniona ekranami LED, ponadto wizualizacje wyświetlano na powierzchni stadionu. Na początku koncertu Madonnę wniesiono na nią na tronie, który został zaprojektowany przez nią i Jimmy’ego Martina w Londynie i ważył 1200 funtów (ok. 5400 kilogramów). Ozdobiono go dwoma głowami Sfinksa wysadzanymi kryształami Swarovskiego. Artystka została wniesiona przez 200 mężczyzn przebranych za gladiatorów. Ci, ubrani w czarne bokserki zaprojektowane przez Calvina Kleina, ciągnęli tron, na którym siedziała, na trasie długości 280 stóp (ok. 85 metrów) za pomocą liny o grubości 3 cali (ok. 7,5 cm). Podczas „Vogue” i „Music” Madonnie towarzyszyło na scenie w sumie 17 tancerzy i akrobata na linie. W trakcie „Give Me All Your Luvin’” na scenie pojawiło się 20 cheerleaderek, a podczas przejścia „Open Your Heart”/„Express Yourself” 100 doboszy. Gdy Madonna i Cee Lo Green wykonywali „Like a Prayer”, na estradzie zgromadzone było 200 chórzystów kościelnych, których dobrano spośród chórów prowadzących działalność w okolicach Indianapolis. Próby do występu trwały łącznie 320 godzin. Przez 6 minut poprzedzających występ i kolejne 6 następujących po nim kolejno montażem i demontażem sceny zajęło się 250 wolontariuszy, którym posłużyło do tego 27 wózków. Do oświetlenia koncertu użyto 36 projektorów wiszących u sufitu stadionu Lucas Oil. Na powieki Madonny założono 240 pojedynczych sztucznych rzęs, a do cienia do powiek i szminki na jej ustach dodano 18-karatowy, złoty podkład.
Magazyn „Forbes” obliczył, że transmisja całego 12-minutowego koncertu była warta 84 milionów dolarów. Redaktor gazety poinformował także, że choć Madonna nie pobrała za występ żadnych pieniędzy, to jednak nie musiała także płacić za żaden z elementów show ani transport do Indianapolis i zakwaterowanie. Oszacowano, że budżet koncertu mieści się pomiędzy 5 a 10 milionami dolarów.

#### Przebieg
Na początku występu Madonna wjechała na powierzchnię stadionu zasiadając na tronie. Ciągnięta była przez mężczyzn przebranych za gladiatorów. Koncert rozpoczęła wykonaniem przeboju z roku 1990, „Vogue”. Po zejściu z tronu i wejściu na scenę wykonała choreografię w towarzystwie grupy tancerzy, podczas gdy na powierzchni stadionu pojawiła się wizualizacja w postaci okładek magazynu „Vogue”. Kolejnym utworem, który zaśpiewała, był singel „Music” z 2000. Choreografię z elementami akrobatycznymi wykonała z czwórką tancerzy, wśród których znalazł się partner Madonny, Brahim Zaibat. Następnie artystka zaśpiewała wraz z duetem LMFAO, z którym zatańczyła także spopularyzowany przez nich taniec zwany shufflingiem. Gdy jej towarzysze zeszli ze sceny, pojawiła się na niej grupa cheerleaderek oraz Nicki Minaj i M.I.A. z pomponami na rękach. Madonna wykonała z nimi premierowo utwór „Give Me All Your Luvin’”, wraz z wszystkimi towarzyszkami wykonując taniec cheerleaderek. Minaj i M.I.A. rapowały swoje sekwencje z piosenki, a druga z nich pokazała ku kamerze środkowy palec. Gdy cheerleaderki i młodsze piosenkarki zeszły ze sceny, pojawili się na niej dobosze i Cee Lo Green. Przy akompaniamencie bębnów Madonna i Green zaśpiewali w krótkich fragmentach „Open Your Heart” (1986) i „Express Yourself” (1989). Dobosze zeszli ze sceny, na której pojawili się chórzyści. Madonna i Green, podniesieni na platformie, częściowo stojąc i częściowo klęcząc, zaśpiewali przebój „Like a Prayer” (1989). Po zjeździe platformy na wysokość sceny Madonna poszła ku tylnej części sceny i stanęła, wykonując ostatnie wersy piosenki. Następnie zapadła się pod estradę w smugach dymu. Na powierzchni stadionu pojawił się napis „world peace” („pokój na świecie”), a występ dobiegł końca. Green i chórzyści opuścili scenę po zakończeniu koncertu.

#### Sukces komercyjny
Mecz Super Bowl XLVI, emitowany na żywo przez stację telewizyjną NBC, oglądany był średnio przez 111,3 miliona mieszkańców Stanów, co jest absolutnym rekordem w historii amerykańskiej telewizji. W jego szczytowym fragmencie, czyli ostatniej połowie meczu, przed telewizorami zgromadzone było średnio 117,7 miliona ludzi. Koncert Madonny przyciągnął z kolei 114 milionów Amerykanów, co jest najwyższym wynikiem w historii halftime shows, o niemal 4 miliony wyższym od występu Black Eyed Peas na Super Bowl XLV (2011). Artystka pobiła także rekord na portalu społecznościowym Twitter. Wpisy dotyczące jej występu były w trakcie meczu pisane średnio 10245 razy na sekundę. W tym samym czasie wyrażenia „Madonna” i „halftime show” były kolejno pierwszą i drugą frazą w wyszukiwarce Google pod względem częstości wyszukiwania.

#### Skandal związany z M.I.A.
Naprawdę, byłam bardzo zaskoczona (...). Smutno mi z tego powodu. Rozumiem, że to punk rock i w ogóle, ale dla mnie [na Super Bowl] obecna była atmosfera miłości, dobrej i pozytywnej energii. [Ten gest] był negatywny. To takie szczeniackie, niedojrzałe... Czuliśmy miłość i zjednoczenie, więc jaki był sens [w pokazywaniu środkowego palca]? Incydent nie na miejscu.

W trakcie wykonania utworu „Give Me All Your Luvin'” M.I.A., podczas słów „I don’t give a shit”, pokazała ku kamerze środkowego palca, gest powszechnie odbierany jako obraźliwy. Cenzorzy stacji NBC nie zdążyli nanieść na niego cenzury. Rzecznik prasowy NBC wypowiedział się: „Przepraszamy za ten niestosowny gest wyemitowany podczas występu. Był on spontaniczny, w związku z czym nasz system cenzury nie zdążył go wyłapać”. Oświadczenie w sprawie wydało NFL: „Obsceniczny gest w trakcie koncertu był zupełnie niestosowny i niezadowalający, w związku z czym przepraszam naszych fanów”. Na temat incydentu wypowiedziała się Madonna, która nazwała go niedojrzałym. Nicki Minaj skomentowała go z kolei następująco: „Najpierw poczułam zawód, tylko i wyłącznie ze względu na mój szacunek dla Madonny. Ja też jestem prowokacyjną laską, jednak nigdy nie byłabym w stanie zrobić czegoś takiego na [jej] szkodę. Za takie coś płaci się grzywny, a ja się modliłam, by nie nałożono ich na Madonnę. Robienie szalonych rzeczy uczyniło ją ikoną, jaką jest dziś, dlatego podejrzewam, że jest w stanie wybaczyć M.I.A. Madonna doskonale wiedziała, jaką artystką ona jest, więc jej decyzją było wzięcie na siebie ryzyka za nas wszystkie. Byłyśmy petardami, za które ona wzięła odpowiedzialność. Kocham M.I.A. i nie chcę mówić o niej niczego złego, ale ja, osobiście, nigdy nie mogłabym zrobić czegoś takiego, po prostu z szacunku dla Madonny”. M.I.A. została skrytykowana za ten incydent także przez Cee Lo Greena.

### Trasa koncertowa
MDNA Tour to światowa trasa koncertowa promująca MDNA. Została ogłoszona przez Live Nation dzień po występie na Super Bowl. Rozpoczęła się 29 maja 2012 koncertami w dwóch miastach na Bliskim Wschodzie. Następnie Madonna da serię występów w Europie, między innymi w Londynie, Paryżu, Rzymie, Berlinie i Warszawie, a później w Stanach Zjednoczonych i Kanadzie. Ponadto, na ostatnie tygodnie 2012 roku planowane są koncerty w Ameryce Południowej, a na początek 2013 – w Australii, gdzie Madonna po raz ostatni występowała w 1993 podczas The Girlie Show World Tour.

## Odbiór komercyjny
Po rozpoczęciu przedsprzedaży MDNA w sklepie cyfrowym iTunes na początku lutego 2012, album dotarł do pierwszych miejsc w rekordowej liczbie 50 państw, gdzie serwis prowadzi działalność. Po premierze osiągnął szczyt notowań w tym sklepie w 40 krajowych oddziałach. Mimo to jest to jedna z najgorzej sprzedających się płyt artystki.

### Ameryka
MDNA zadebiutował na pierwszym miejscu oficjalnej listy sprzedaży albumów na terenie Stanów Zjednoczonych, Billboard 200. W pierwszym tygodniu kupiono tam 359 tysięcy jego kopii, co jest najwyższym wynikiem w karierze Madonny od czasu Music (2000, 420 tys. i debiut na miejscu pierwszym). MDNA jest jej ósmym numerem jeden w Stanach, w tym piątym z rzędu, zaraz za Music, American Life (2003), Confessions on a Dance Floor (2005) i Hard Candy (2008). Jeśli do szczytowej pozycji Billboard 200 dotrze jeszcze jeden, to Madonna wyrówna rekord Barbry Streisand, która jest kobietą z największą liczbą pierwszych miejsc na tej liście. MDNA zadebiutował także na pierwszych miejscach list „Billboardu”: Digital Albums (albumy cyfrowe) oraz Top Dance/Electronic Albums (albumy muzyki tanecznej i elektronicznej).
Płyta zadebiutowała na szczycie oficjalnego notowania sprzedaży w Kanadzie z 32 tysiącami sprzedanych egzemplarzy w pierwszych siedmiu dniach. Jest to wynik słabszy od poprzednich albumów Madonny, Hard Candy i Confessions on a Dance Floor, które debiutowały z kolejno 58 i 74 tysiącami kopii kupionych na terenie Kanady. W Brazylii już po kilku dniach MDNA pokrył się platyną za 40 tysięcy sprzedanych egzemplarzy. W Argentynie także zadebiutował na miejscu pierwszym tamtejszej listy.

### Europa
MDNA zadebiutował na pierwszym miejscu listy brytyjskiej, UK Albums Chart, z 56 335 egzemplarzami sprzedanymi przed pierwsze siedem dni. Jest to wynik o 155,85% wyższy od zajmującego drugą pozycję Nothing but the Beat Davida Guetty, jednak równocześnie słabszy od liczby sprzedanych egzemplarzy w pierwszych tygodniach poprzednich albumów Madonny, Hard Candy (94 655) i Confessions on a Dance Floor (217 610). MDNA jako jej dwunasty album osiągnął pierwsze miejsce w Wielkiej Brytanii, dzięki czemu Madonna wyrównała wynik Elvisa Presleya. Zajmują ex aequo drugie miejsce na liście wykonawców z największą liczbą takowych pierwszych miejsc – więcej ma tylko zespół The Beatles (15). Co więcej, Madonna wyrównała należący do Kylie Minogue rekord największej liczby dekad, w której albumy tej samej wykonawczyni docierały do szczytowej pozycji (obie miały na UK Albums Chart numery jeden w latach 80., 90., 00. i 10.).
W Polsce płyta zadebiutowała na pierwszym miejscu listy ZPAV / OLIS pokrywając się platyną w pierwszym tygodniu sprzedaży. W Niemczech w pierwszych dniach sprzedało się 100 tysięcy egzemplarzy MDNA, dzięki czemu album certyfikowano w tym kraju złotą płytą. Mimo to, za sprawą konkurencji w postaci niemieckich zespołów Unheilig i Silbermond album zadebiutował na trzecim miejscu tamtejszej listy. W Hiszpanii zadebiutował na pierwszym miejscu notowania sprzedaży, prędko pokrywając się złotem. Ponadto, już po pierwszym tygodniu MDNA znalazł się na szczytach list: belgijskiej (Region Flamandzki), chorwackiej, czeskiej, finlandzkiej, greckiej, holenderskiej, irlandzkiej, szwedzkiej, szwajcarskiej (Romandie), węgierskiej i włoskiej. W pozostałych rejonach europejskich debiutował zawsze w pierwszych piątkach.

### Reszta świata
W Australii MDNA zadebiutował na pierwszym miejscu narodowej listy sprzedaży, gdzie dotarł jako dziesiąty już album Madonny. Stała się ona tym samym wykonawcą z trzecią liczbą pierwszych miejsc na liście Top 100 Albums, zaraz za The Beatles (14) i U2 (11). Za sprawą 35 tysięcy sprzedanych egzemplarzy na terenie Australii stowarzyszenie Australian Recording Industry Association (ARIA) już po pierwszych kilku dniach przyznało mu certyfikat złota. W Nowej Zelandii MDNA zadebiutował na miejscu trzecim, natomiast na Tajwanie – na szóstym. W Japonii, dzięki 31 tysiącami fizycznie sprzedanych kopiom, MDNA zadebiutował na czwartym miejscu tamtejszej listy. Równocześnie wydany przez Warner Bros. box set The Complete Studio Albums (1983–2008) okupował pozycję dziewiątą, w związku z czym Madonna stała się drugim niejapońskim artystą (zaraz za Bruce’em Springsteenem), w tym pierwszym płci żeńskiej, który równocześnie znalazł się w pierwszej dziesiątce tygodniowego notowania Oriconu z dwoma wydawnictwami. Madonna pobiła także rekord największej liczby albumów w pierwszej dziesiątce spośród niejapońskich wykonawców – box był już jej 21., a MDNA – 22.

## Lista utworów
| #                         | Tytuł                                                                    | Autorstwo | Produkcja                                                   | Czas  |
| ------------------------- | ------------------------------------------------------------------------ | --- | ----------------------------------------------------------- | ----- |
| 1.                        | "Girl Gone Wild"                                                         | Madonna, Jenson Vaughan, Alle Benassi, Benny Benassi                                                                     | Madonna, Benny Benassi, Alle Benassi                        | 3:43  |
| 2.                        | "Gang Bang"                                                              | Madonna, William Orbit, Priscilla Hamilton, Keith Harris, Jean-Baptiste, Mika, Don Juan Demo Casanova, Stephen Kozmeniuk | Madonna, William Orbit, The Demolition Crew                 | 5:26  |
| 3.                        | "I’m Addicted"                                                           | Madonna, Alle Benassi, Benny Benassi                                                                                     | Madonna, Alle Benassi, Benny Benassi, The Demolition Crew*  | 4:33  |
| 4.                        | "Turn Up the Radio"                                                      | Madonna, Martin Solveig, Michael Tordjman, Jade Williams                                                                 | Madonna, Martin Solveig                                     | 3:46  |
| 5.                        | "Give Me All Your Luvin’" (feat. Nicki Minaj & M.I.A.)                   | Madonna, Martin Solveig, Nicki Minaj, M.I.A., Michael Tordjman                                                           | Madonna, Martin Solveig                                     | 3:22  |
| 6.                        | "Some Girls"                                                             | Madonna, William Orbit, Klas Åhlund                                                                                      | Madonna, William Orbit, Klas Åhlund*                        | 3:53  |
| 7.                        | "Superstar"                                                              | Madonna, Indiigo, Michael Malih                                                                                          | Madonna, Indiigo, Michael Malih                             | 3:55  |
| 8.                        | "I Don’t Give A" (feat. Nicki Minaj)                                     | Madonna, Martin Solveig, Nicki Minaj, Julien Jabre                                                                       | Madonna, Martin Solveig                                     | 4:19  |
| 9.                        | "I’m a Sinner"                                                           | Madonna, William Orbit, Jean-Baptiste                                                                                    | Madonna, William Orbit                                      | 4:52  |
| 10.                       | "Love Spent"                                                             | Madonna, William Orbit, Jean-Baptiste, Priscilla Hamilton, Alain Whyte, Ryan Buendia, Michael McHenry                    | Madonna, William Orbit, Free School*                        | 3:46  |
| 11.                       | "Masterpiece”                                                            | Madonna, Julie Frost, Jimmy Harry                                                                                        | Madonna, William Orbit, Jimmy Harry*                        | 3:59  |
| 12.                       | "Falling Free"                                                           | Madonna, Laurie Mayer, William Orbit, Joe Henry                                                                          | Madonna, William Orbit                                      | 5:13  |
|                           |                                                                          | |                                                             | 50:52 |
| Edycja specjalna (dysk 2) |                                                                          | |                                                             |       |
| 1.                        | "Beautiful Killer"                                                       | Madonna, Martin Solveig, Michael Tordjman                                                                                | Madonna, Martin Solveig                                     | 3:49  |
| 2.                        | "I Fucked Up"                                                            | Madonna, Martin Solveig, Julien Jabre                                                                                    | Madonna, Martin Solveig                                     | 3:29  |
| 3.                        | "B-Day Song" (feat. M.I.A.)                                              | Madonna, M.I.A., Martin Solveig                                                                                          | Madonna, Martin Solveig                                     | 3:33  |
| 4.                        | "Best Friend"                                                            | Madonna, Alle Benassi, Benny Benassi                                                                                     | Madonna, The Demolition Crew, Alle Benassi*, Benny Benassi* | 3:20  |
| 5.                        | "Give Me All Your Luvin'" (Party Rock Remix) (feat. LMFAO & Nicki Minaj) | Madonna, Martin Solveig, Nicki Minaj, M.I.A., Michael Tordjman                                                           | Madonna, Martin Solveig, LMFAO (remiks)                     | 4:02  |
|                           |                                                                          | |                                                             | 60:09 |

| Edycja specjalna (dysk 2) – zamówienia w iTunes między 3 a 6 lutego | Edycja specjalna (dysk 2) – zamówienia w iTunes między 3 a 6 lutego | Edycja specjalna (dysk 2) – zamówienia w iTunes między 3 a 6 lutego                                   | Edycja specjalna (dysk 2) – zamówienia w iTunes między 3 a 6 lutego | Edycja specjalna (dysk 2) – zamówienia w iTunes między 3 a 6 lutego | Edycja specjalna (dysk 2) – zamówienia w iTunes między 3 a 6 lutego |
| --- | ------------------------------------------------------------------- | --- | ------------------------------------------------------------------- | ------------------------------------------------------------------- | ------------------------------------------------------------------- |
| \| 6. \| "Love Spent" (wersja akustyczna) \| Madonna, William Orbit, Jean-Baptiste, Priscilla Hamilton, Alain Whyte, Ryan Buendia, Michael McHenry \| Madonna, William Orbit, Free School* \| 4:24 \| \| \| \| \| \| 64:26 \| |                                                                     | |                                                                     |                                                                     |                                                                     |
| 6. | "Love Spent" (wersja akustyczna)                                    | Madonna, William Orbit, Jean-Baptiste, Priscilla Hamilton, Alain Whyte, Ryan Buendia, Michael McHenry | Madonna, William Orbit, Free School*                                | 4:24                                                                |                                                                     |
| |                                                                     | |                                                                     | 64:26                                                               |                                                                     |

| Edycja specjalna (dysk 2) – Japonia | Edycja specjalna (dysk 2) – Japonia          | Edycja specjalna (dysk 2) – Japonia                  | Edycja specjalna (dysk 2) – Japonia                           | Edycja specjalna (dysk 2) – Japonia | Edycja specjalna (dysk 2) – Japonia |
| --- | -------------------------------------------- | ---------------------------------------------------- | ------------------------------------------------------------- | ----------------------------------- | ----------------------------------- |
| \| 6. \| "Girl Gone Wild" (Justin Cognito Radio Edit) \| Madonna, Jenson Vaughan, Alle Benassi, Benny Benassi \| Madonna, Benny Benassi, Alle Benassi, Justin Cognito (remiks) \| 3:37 \| \| \| \| \| \| 63:46 \| |                                              |                                                      |                                                               |                                     |                                     |
| 6. | "Girl Gone Wild" (Justin Cognito Radio Edit) | Madonna, Jenson Vaughan, Alle Benassi, Benny Benassi | Madonna, Benny Benassi, Alle Benassi, Justin Cognito (remiks) | 3:37                                |                                     |
| |                                              |                                                      |                                                               | 63:46                               |                                     |

| Wersja ocenzurowana | Wersja ocenzurowana                                                          | Wersja ocenzurowana                                                                                   | Wersja ocenzurowana                                         | Wersja ocenzurowana | Wersja ocenzurowana |
| --- | ---------------------------------------------------------------------------- | --- | ----------------------------------------------------------- | ------------------- | ------------------- |
| \| Dysk 1 \| \| \| \| \| \| 1. \| "Girl Gone Wild" \| Madonna, Jenson Vaughan, Alle Benassi, Benny Benassi \| Madonna, Benny Benassi, Alle Benassi \| 3:43 \| \| 2. \| "I’m Addicted" \| Madonna, Alle Benassi, Benny Benassi \| Madonna, Alle Benassi, Benny Benassi, The Demolition Crew* \| 4:33 \| \| 3. \| "Turn Up the Radio" \| Madonna, Martin Solveig, Michael Tordjman, Jade Williams \| Madonna, Martin Solveig \| 3:46 \| \| 4. \| "Give Me All Your Luvin'" (feat. Nicki Minaj & M.I.A.) \| Madonna, Martin Solveig, Nicki Minaj, M.I.A., Michael Tordjman \| Madonna, Martin Solveig \| 3:22 \| \| 5. \| "Some Girls" \| Madonna, William Orbit, Klas Åhlund \| Madonna, William Orbit, Klas Åhlund* \| 3:53 \| \| 6. \| "Superstar" \| Madonna, Indiigo, Michael Malih \| Madonna, Indiigo, Michael Malih \| 3:55 \| \| 7. \| "I Don’t Give A" (feat. Nicki Minaj) \| Madonna, Martin Solveig, Nicki Minaj, Julien Jabre \| Madonna, Martin Solveig \| 4:19 \| \| 8. \| "I’m a Sinner" \| Madonna, William Orbit, Jean-Baptiste \| Madonna, William Orbit \| 4:52 \| \| 9. \| "Love Spent" \| Madonna, William Orbit, Jean-Baptiste, Priscilla Hamilton, Alain Whyte, Ryan Buendia, Michael McHenry \| Madonna, William Orbit, Free School* \| 3:46 \| \| 10. \| "Masterpiece" \| Madonna, Julie Frost, Jimmy Harry \| Madonna, William Orbit, Jimmy Harry* \| 3:59 \| \| 11. \| "Falling Free" \| Madonna, Laurie Mayer, William Orbit, Joe Henry \| Madonna, William Orbit \| 5:13 \| \| \| \| \| \| 45:26 \| \| Dysk 2 \| \| \| \| \| \| 1. \| "Beautiful Killer" \| Madonna, Martin Solveig, Michael Tordjman \| Madonna, Martin Solveig \| 3:49 \| \| 2. \| "B-Day Song" (feat. M.I.A.) \| Madonna, M.I.A., Martin Solveig \| Madonna, Martin Solveig \| 3:33 \| \| 3. \| "Best Friend" \| Madonna, Alle Benassi, Benny Benassi \| Madonna, The Demolition Crew, Alle Benassi*, Benny Benassi* \| 3:20 \| \| 4. \| "Give Me All Your Luvin'" (Party Rock Remix) (feat. LMFAO & Nicki Minaj) \| Madonna, Martin Solveig, Nicki Minaj, M.I.A., Michael Tordjman \| Madonna, Martin Solveig, LMFAO (remiks) \| 4:02 \| \| 5. \| "Give Me All Your Luvin'" (Laidback Luke Remix) (feat. Nicki Minaj & M.I.A.) \| Madonna, Martin Solveig, Nicki Minaj, M.I.A., Michael Tordjman \| Madonna, Martin Solveig, Laidback Luke (remiks) \| 4:02 \| \| \| \| \| \| 62:48 \| |                                                                              | |                                                             |                     |                     |
| Dysk 1 |                                                                              | |                                                             |                     |                     |
| 1. | "Girl Gone Wild"                                                             | Madonna, Jenson Vaughan, Alle Benassi, Benny Benassi                                                  | Madonna, Benny Benassi, Alle Benassi                        | 3:43                |                     |
| 2. | "I’m Addicted"                                                               | Madonna, Alle Benassi, Benny Benassi                                                                  | Madonna, Alle Benassi, Benny Benassi, The Demolition Crew*  | 4:33                |                     |
| 3. | "Turn Up the Radio"                                                          | Madonna, Martin Solveig, Michael Tordjman, Jade Williams                                              | Madonna, Martin Solveig                                     | 3:46                |                     |
| 4. | "Give Me All Your Luvin'" (feat. Nicki Minaj & M.I.A.)                       | Madonna, Martin Solveig, Nicki Minaj, M.I.A., Michael Tordjman                                        | Madonna, Martin Solveig                                     | 3:22                |                     |
| 5. | "Some Girls"                                                                 | Madonna, William Orbit, Klas Åhlund                                                                   | Madonna, William Orbit, Klas Åhlund*                        | 3:53                |                     |
| 6. | "Superstar"                                                                  | Madonna, Indiigo, Michael Malih                                                                       | Madonna, Indiigo, Michael Malih                             | 3:55                |                     |
| 7. | "I Don’t Give A" (feat. Nicki Minaj)                                         | Madonna, Martin Solveig, Nicki Minaj, Julien Jabre                                                    | Madonna, Martin Solveig                                     | 4:19                |                     |
| 8. | "I’m a Sinner"                                                               | Madonna, William Orbit, Jean-Baptiste                                                                 | Madonna, William Orbit                                      | 4:52                |                     |
| 9. | "Love Spent"                                                                 | Madonna, William Orbit, Jean-Baptiste, Priscilla Hamilton, Alain Whyte, Ryan Buendia, Michael McHenry | Madonna, William Orbit, Free School*                        | 3:46                |                     |
| 10. | "Masterpiece"                                                                | Madonna, Julie Frost, Jimmy Harry                                                                     | Madonna, William Orbit, Jimmy Harry*                        | 3:59                |                     |
| 11. | "Falling Free"                                                               | Madonna, Laurie Mayer, William Orbit, Joe Henry                                                       | Madonna, William Orbit                                      | 5:13                |                     |
| |                                                                              | |                                                             | 45:26               |                     |
| Dysk 2 |                                                                              | |                                                             |                     |                     |
| 1. | "Beautiful Killer"                                                           | Madonna, Martin Solveig, Michael Tordjman                                                             | Madonna, Martin Solveig                                     | 3:49                |                     |
| 2. | "B-Day Song" (feat. M.I.A.)                                                  | Madonna, M.I.A., Martin Solveig                                                                       | Madonna, Martin Solveig                                     | 3:33                |                     |
| 3. | "Best Friend"                                                                | Madonna, Alle Benassi, Benny Benassi                                                                  | Madonna, The Demolition Crew, Alle Benassi*, Benny Benassi* | 3:20                |                     |
| 4. | "Give Me All Your Luvin'" (Party Rock Remix) (feat. LMFAO & Nicki Minaj)     | Madonna, Martin Solveig, Nicki Minaj, M.I.A., Michael Tordjman                                        | Madonna, Martin Solveig, LMFAO (remiks)                     | 4:02                |                     |
| 5. | "Give Me All Your Luvin'" (Laidback Luke Remix) (feat. Nicki Minaj & M.I.A.) | Madonna, Martin Solveig, Nicki Minaj, M.I.A., Michael Tordjman                                        | Madonna, Martin Solveig, Laidback Luke (remiks)             | 4:02                |                     |
| |                                                                              | |                                                             | 62:48               |                     |

* – współprodukcja

## Sprzedaż
| Terytorium                 | Notowanie                     | Pozycja |
| -------------------------- | ----------------------------- | ------- |
| Argentyna                  | Argentinian Albums Chart      | 1       |
| Australia                  | Australian Albums Chart       | 1       |
| Belgia (Region Flamandzki) | Belgian Flanders Albums Chart | 1       |
| Belgia (Region Waloński)   | Belgian Wallonia Albums Chart | 3       |
| Chorwacja                  | Croatian Albums Chart         | 1       |
| Czechy                     | Czech Albums Chart            | 1       |
| Finlandia                  | Finnish Albums Chart          | 1       |
| Grecja                     | Greek Albums Chart            | 1       |
| Hiszpania                  | Spanish Albums Chart          | 1       |
| Holandia                   | Dutch Albums Chart            | 1       |
| Irlandia                   | Irish Albums Chart            | 1       |
| Japonia                    | Japanese Albums Chart         | 4       |
| Kanada                     | Canadian Albums Chart         | 1       |
| Niemcy                     | German Albums Chart           | 3       |
| Norwegia                   | Norwegian Albums Chart        | 2       |
| Nowa Zelandia              | New Zealand Album Charts      | 3       |
| Polska                     | Polish Albums Chart           | 1       |
| Stany Zjednoczone          | US Albums Chart               | 1       |
| Szwajcaria                 | Swiss Albums Chart            | 2       |
| Szwajcaria (Romandie)      | Swiss Romande Albums Charts   | 1       |
| Szwecja                    | Swedish Albums Chart          | 1       |
| Tajwan                     | Taiwanese Albums Chart        | 6       |
| Węgry                      | Hungarian Albums Chart        | 1       |
| Wielka Brytania            | UK Albums Chart               | 1       |
| Włochy                     | Italian Albums Chart          | 1       |

| Terytorium | Wydawca    | Certyfikat |
| ---------- | ---------- | ---------- |
| Australia  | ARIA       | złoto      |
| Brazylia   | ABPD       | platyna    |
| Hiszpania  | PROMUSICAE | złoto      |
| Niemcy     | BVMI       | złoto      |
| Polska     | ZPAV       | platyna    |

## Historia wydania
| Terytorium                | Data                  | Format               | Wytwórnia                | Wersje                 |
| ------------------------- | --------------------- | -------------------- | ------------------------ | ---------------------- |
| Australia                 | 23 marca 2012(dts)    | CD, digital download | Interscope, Universal    | standardowa, specjalna |
| Austria                   | 23 marca 2012(dts)    | CD, digital download | Interscope, Universal    | standardowa, specjalna |
| Belgia                    | 23 marca 2012(dts)    | CD, digital download | Interscope, Universal    | standardowa, specjalna |
| Finlandia                 | 23 marca 2012(dts)    | CD, digital download | Interscope, Universal    | standardowa, specjalna |
| Holandia                  | 23 marca 2012(dts)    | CD, digital download | Interscope, Universal    | standardowa, specjalna |
| Irlandia                  | 23 marca 2012(dts)    | CD, digital download | Interscope, Universal    | standardowa, specjalna |
| Niemcy                    | 23 marca 2012(dts)    | CD, digital download | Interscope, Universal    | standardowa, specjalna |
| Norwegia                  | 23 marca 2012(dts)    | CD, digital download | Interscope, Universal    | standardowa, specjalna |
| Rosja                     | 23 marca 2012(dts)    | CD, digital download | Interscope, Universal    | standardowa, specjalna |
| Szwajcaria                | 23 marca 2012(dts)    | CD, digital download | Interscope, Universal    | standardowa, specjalna |
| Węgry                     | 23 marca 2012(dts)    | CD, digital download | Interscope, Universal    | standardowa, specjalna |
| świat (pozostałe państwa) | 26 marca 2012(dts)    | CD, digital download | Interscope, Universal    | standardowa, specjalna |
| Stany Zjednoczone         | 10 kwietnia 2012(dts) | gramofon             | Boy Toy Inc., Interscope | specjalna              |